# A rostonsült (Tom és Jerry)
A rostonsült (angolul: High Steaks, csehül: Nedosažitelné steaky) a klasszikus Tom és Jerry rajzfilmsorozat 1962-ben bemutatott amerikai-csehszlovák kooprodukcióban készült 118. epizódja. Az epizódot Gene Deitch rendezte, az animációt a cseh Wáclaw Bedřicz készítette Prágában, míg a zenét a szintén cseh Štěpán Koníczek komponálta (részben Scott Bradley eredeti szerzeményének felhasználásával).

## Cselekmény
Tom egyedülálló gazdája, Clint vidáman készül kis kerti sütögetésre háza udvarán, a medence mellett. Tom is már csorgó nyállal figyeli a készülő rostonsültet. A hús szaga előcsalja az alagsorból Jerry-t is, aki nyomban szakácssüveget ölt és már mászna is fel a kerti asztalra, ám Tom a kezében levő grillező villával odaszögezi, majd visszakatapultálja az alagsorba.
Jerry nem hagyja annyiban: ő is egy villát ragad, amivel fenékbe döfi Tomot. Az egér és a macska között párviadal alakul ki a villákkal, amelynek a vége az lesz, hogy Tom egy elvétett hirtelen lendület miatt véletlenül saját gazdáját böki meg a hátsóján, aki a fájdalomtól ordítva ugrik magasat. Mivel azt hiszi Tom szándékosan tette, dühében a macska fejét úgy összeszorítja a kezében levő forró rostéllyal, hogy az kilapul mint a hússzelet a grillen.
A következőkben Jerry egy tollaslabdába bújva próbál a sültekhez férkőzni. Tom ezúttal is észreveszi, megfogja és a teniszütővel jól a hálónak vágja. A labda viszont Jerryvel együtt úgy visszapattan, hogy Clint szájában köt ki. Jerry észrevétlenül kiugrik, mire Clint idegesen Tomhoz megy és szétveri a fején a teniszütőt.
Mialatt Tom tovább keresi Jerryt, a kisegér egy üveg kólát ráz fel. Az üveget nekitámasztja egy halom húsnak, a kupakra pedig kibiztosítva ráhelyezi a nyitót. A nyitón ugrálva nyelvét öltögeti Tomnak, aki utána ugrik, erre Jerry felnyitja a felrázott üveget. A kispriccelő üdítő elől Tom még le tudja vetni magát, ám a sugárban előtörő ital lefröcsköli a Clint kezében levő marhasültet, ami így tönkremegy. Clint bosszúból felráz egy másik üveg kólát és amikor az előtör Tom szájába nyomja. Szegény macskának szinte az egész feje megtelik a szénsavas itallal, s mikor nagy nehezen lenyeli a teste olyan alakot vesz fel, mint az üdítős üveg.
Jerry jól lekacagja, mire a dühödt macska üldözőbe veszi. Jerry a grill mögött keres menedéket. Tom félbeszakítja az üldözését, ugyanis a sült szaga megcsapja az orrát, s rohan villát és egy széket keresni, hogy szabadon lakmározhasson. Ezalatt Jerry kicsit felemeli a rostélyt. Mikor Tom megérkezik a sámlival és rááll egy újabb észrevétlen pillanatban Jerry a másik villa segítségével Tom farkát az izzó szénre helyezi és a ráccsal lenyomja.
Tom farka füstölögni kezd és bár próbálja kihúzni a rostély alól, egyszer csak lángra kap és a macska ordítva vágtat végig az udvaron, maga után húzva a grill. Clint éppen ebédelne, ám alig kezdi meg a finom sültet, az égő farokkal eszeveszetten rohanó Tom felborítja az asztalát. Clint a dühtől majd szétrobban, mikor Tom beleveti magát a medencébe. S bár farkát eloltja ezzel, de majdnem vesztére válik a dolog, hisz a súlyos grillsütő a medence aljára húzza. Clint persze kiemeli onnan a pórul járt macskát, de nem lesz abból se köszönet: úgy elagyabugyálja őt, hogy még Jerry is ijedten takarja el a szemét. Miután a grill sütőt is szétverte rajta, gazdája Tomot jó erősen odakötözi a kerekes nyugágyhoz, hogy többet ne történjék semmi galiba.
Jerry ekkor odamegy, az elülső lábainál fogja az ágyat és Tommal együtt kiviszi az útra. Egy piroslámpánál várakozó kocsi hátsó lökhárítójába beakasztja az ágyat, ami aztán Tommal együtt tovább megy. Jerry örömtáncot lejt, majd visszaszalad az udvarba. Clint másik grillsütővel folytatja a vidám sütögetést. Ezalatt Jerry pedig az asztalra lopakodik, fog egy szelet húst és ő is boldogan fogyasztja, immár teljes nyugalomban.

## Háttér
A rajzfilmben nincs elhangzó szöveg, leginkább csak indulatszavak (fájdalomtól történő kiáltások) hangzanak el vagy dudorászás, melyhez a hangot Allen Swift biztosítja.
Az animáció készítői Csehszlovákiából Jindra Barta, Antonín Bures, Miluše Hluchaničová, Mirek Kacena, Milan Klikar, Ludmila Kopecná, Vera Kudrnová, Vera Marešová, Bohumil Siska, Olga Sisková, Zdeňka Skřípková és Zdeněk Smetana voltak, míg az Egyesült Államokból Archer Kerry Finckh vett részt.
Ez az epizód mutat némi hasonlóságot (főleg a központi téma tekintetében) a Hanna-Barbera korszakban készített Rombolás roston (Barbecue Brawl) c. 1956-os résszel.
Az angol címben előforduló High Steaks kifejezés egy zsargon a kártyajátékban, ami magas tétet jelent. A szójáték ebben a formában azért illik az epizódhoz, mivel a nevében viseli a húst, ami itt jelen esetben a központi téma.
Az epizódot leginkább exkluzív részként sugározzák a csatornák, így a Boomerang is, sőt általában csak ritkán, mivel számos állatkínzásra való utalás történik benne (leginkább amikor Clint elveri Tomot).

## Érdekességek
- Az üdítő, amit Jerry felráz és amit Clint Tom szájába töm, a Kooky Kola nevet viseli, mely a Coca Cola paródianeve,[1] s gyakran feltűnik más rajzfilmekben is. Az átnevezésre a jogi aggályok elkerülése miatt is szükség volt.
- A jelzőlámpa, ahol Jerry a kerekes ágyat az autóra akasztja, amelyhez Tom van lekötözve, egy olyan kereszteződésnél áll, ahol a táblán utcanévként Deitch és Snyder olvasható. Ez utalás a rendezőre, Gene Deitchre és a producerre William L. Snyderra.[1]
- Ez az egyetlen epizód, amelyben a vége alatt nem hallható a szokásos zárózene.[1]